# Święte (Cewice)
Święte [ˈɕfjɛntɛ] (deutsch Swantee, 1938–1945 Schwansee) ist ein kleines Dorf in der polnischen Woiwodschaft Pommern. Es gehört zur Gemeinde Cewice (Zewitz) im Powiat Lęborski (Kreis Lauenburg in Pommern).

## Geographische Lage und Verkehrsanbindung
Die Ortschaft liegt in Hinterpommern, etwa vierzig Kilometer ostsüdöstlich von Stolp (Słupsk) auf einem Berg. Die Entfernung zum Nachbarort Wutzkow (Oskowo) beträgt etwa zwei Kilometer.
Der südwestlich des Dorfs Lessaken (Lesiaki) gelegene Ort ist von dort über einen Landweg zu erreichen. Früher bestand Bahnanschluss über die Stationen Zewitz (Cewice) und Wutzkow an der Bahnstrecke Lauenburg–Bütow (Lębork–Bytów).

## Geschichte
Der frühere Gutsbezirk Swante oder Swantee gehörte zur Gemeinde Lessaken.
Die Familie Münchow besaß bereits einen Bauernhof in Lessaken und einen Holzkavel in Swantee, als sie 1745 durch Ankauf hier ihren Besitz erweiterte. Um 1784 befand sich das Gut im Besitz des Hauptmanns Kaspar Friedrich von Massow; es hatte zwei Feuerstellen.
Im Jahr 1864 umfasste der Grundbesitz des Gutsbezirk Swantee 619,14 Morgen Ackerland sowie 85,86 Morgen Wiesen und 58,34 Morgen Holzungen.
Brüggemann bezeichnet Swante als ein „altes Putkammersches Lehn“. Im Jahr 1864 musste das Gut aufgrund von Überschuldung zwangsversteigert werden. Auf dem Titelblatt des Hypothekenbuchs war vermerkt worden: „ist nach der Verzeichnung im alten Landbuche ein alt von Puttkammern Lehn, in den Lehnbriefen de 1618 1622 und 1665 ist es nicht namentlich mitverzeichnet.“ Zwar machten Angehörige der Familie Puttkamer Ansprüche als Lehnsberechtigte geltend, um ein Vorkaufsrecht durchzusetzen, doch wurden diese vom Gericht abgewiesen, da der Nachweis nicht erbracht werden konnte, dass Swantee tatsächlich ein Puttkamersches Lehen sei. Der Wert des Guts wurde auf über 8.713 Taler festgesetzt.
Die letzten Besitzer waren Boehlke (1884), Schneider (1910), Hans Hugo Hilgendorff (1924) und Hugo Westphal auf Zewitz (1928). Swantee, das zuletzt nach Lessaken eingemeindet wurde, hatte im Jahre 1910 insgesamt 29 Einwohner.
Als Ortschaft der Gemeinde Lessaken war Swantee, das am 29. Dezember 1937 in Schwansee umbenannt wurde, in den Amts- und Standesamtsbezirk Bochowke (Bochówko) eingegliedert. Er gehörte zum Landkreis Stolp im Regierungsbezirk Köslin der preußischen Provinz Pommern des Deutschen Reichs.
Gegen Ende des Zweiten Weltkriegs wurde die Region Anfang März 1945 von der Roten Armee besetzt. Bald darauf wurde Lessaken mit dem Ortsteil Schwansee zusammen mit ganz Hinterpommern unter polnische Verwaltung gestellt. Anschließend begann in Lessaken und dem Ortsteil Schwansee die Zuwanderung polnischer Zivilisten. Schwansee erhielt den polnischen Ortsnamen Święte. In der darauf folgenden Zeit wurden die Einwohner von Lessaken und Schwansee vertrieben.
Das heutige Święte gehört zur Gmina Cewice im Powiat Lęborski in der Woiwodschaft Pommern (1975 bis 1998 Woiwodschaft Słupsk).

## Bevölkerungsentwicklung
| Jahr | Einwohner | Anmerkungen                                           |
| ---- | --------- | ----------------------------------------------------- |
| 1864 | 27        | [ 2 ]                                                 |
| 1867 | 32        | in drei Wohngebäuden mit insgesamt vier Haushaltungen |
| 1871 | 24        | 23 Evangelische, eine Person katholisch               |
| 1905 | 27        | [ 6 ]                                                 |
| 1910 | 29        |                                                       |

## Kirchspiel
Swantee war  1945 in das evangelische Kirchspiel Mickrow (heute polnisch: Mikorowo) eingegliedert, das zum Kirchenkreis Stolp-Altstadt im Ostsprengel der Kirchenprovinz Pommern der Kirche der Altpreußischen Union gehörte. Die Bewohner des Gutsbezirks waren fast ausschließlich evangelischer Konfession.
Seit das Dorf im Sommer 1945 unter polnische Verwaltung kam, ist es  Teil der katholischen Pfarrei Mikorowo im Dekanat Łupawa (Lupow) im Bistum Pelplin der Katholischen Kirche in Polen. Die hier lebenden evangelischen Kirchenglieder gehören zur Kreuzkirchengemeinde in Słupsk (Stolp) in der Diözese Pommern-Großpolen der Evangelisch-Augsburgischen Kirche in Polen mit der Filialkirche in Lębork (Lauenburg in Pommern).